# Antoine Gallimard
Antoine Gallimard (París, 19 de abril de 1947) es un empresario y editor francés.

## Biografía
Antoine Gallimard es uno de los herederos de Claude Gallimard y Simone Gallimard, hijos del fundador de la editorial Gallimard en 1915, Gaston Gallimard. Claude Gallimard sucedió a su padre en la dirección de la empresa en 1975 y su hijo Antoine Gallimard fue encargado en 1988 por su padre Claude de tomar las riendas del grupo editorial, puesto que el hermano mayor, Christian, se desvinculó de la compañía en 1984 por desacuerdos familiares. A pesar de su falta de experiencia, Antoine consiguió sacar Gallimard de los conflictos familiares que casi la habían hundido.
El 5 de enero de 2003, Antoine Gallimard anunció que él y sus familiares, socios del Grupo Madrigall, poseían el 98 % de participación en el negocio familiar, consiguiendo el reembolso de participaciones de accionistas terceros (BNP, Natexis...). En una entrevista a Télérama explica el estado de la casa Gallimard, cien años después de su creación. 
Ha sido presidente del Syndicat national de édition. Es presidente del Association pour le développement de la librairie de création (ADELC). El 24 de enero de 2001 fue nombrado caballero de la Legión de Honor y el 12 de abril de 2009 fue promovido al grado de oficial.
Desde su grupo ha impulsado la traducción al francés de varios autores españoles. El Gobierno de Cataluña le concedió la Cruz de Sant Jordi el 2013.